# Jiang Jun
Jiang Jun (chiń. 江俊; ur. 28 sierpnia 2005 w Ji’an) – chiński snookerzysta. W wieku 13 lat wygrał Mistrzostwa świata amatorów w snookerze do lat 18  w 2009. W 2023 zakwalifikował się do zawodowego World Snooker Tour.

## Kariera
Jiang Jun po raz pierwszy zwrócił na siebie uwagę mając zaledwie 13 lat, kiedy odniósł sukces na Mistrzostwach Świata Juniorów w Qingdao w 2019 roku. W kategorii wiekowej U18 wywalczył tytuł, pokonując swojego rodaka Gao Yanga 5:2. Na turnieju U21 dotarł do półfinału, w którym uległ Pang Junxu 4-5. Jednak w kolejnych latach nie miał już okazji wykazać się na arenie międzynarodowej. Pandemia COVID-19 doprowadziła do odwołania turniejów i poważnych ograniczeń w podróżowaniu dla chińskich graczy. Następnie pojawił się na Mistrzostwach Azji w 2023 roku, ale został pokonany w 1/8 finału przez doświadczonego byłego zawodowca Thora Chuan Leonga. W ojcyżnie Jiang, który trenował w Akademii Snookera WPBSA w Guangdong, odniósł większe sukcesy. W pierwszym turnieju kwalifikacyjnym chińskiej federacji CBSA China Tour dotarł do finału i po zwycięstwie 4:2 nad Liu Hongyu w wieku 17 lat zapewnił sobie dwa sezony w World Snooker Tour.
Na swoim pierwszym profesjonalnym turnieju w sezonie 2023/24, Championship League, pokonał Himanshu Jaina i remisując z 16. graczem świata Ryanem Dayem. Potem jednak było już tylko kilka zwycięstw i kilka porażek na inaugurację turniejów. W UK Championship po raz pierwszy dotarł do trzeciej rundy, pokonując Jacksona Page'a. Najważniejszym momentem sezonu były kwalifikacje do Mistrzostwa Świata, podczas których pokonał Amira Sarkhosha, Fana Zhengyi i Sama Craigiego, a w meczu o wejście do finału przeciwko Hosseinowi Vafaei przegrał 5-10. W drugim roku pierwszym dobrym wynikiem była 3. runda English Open i zwycięstwo nad Tomem Fordem. Dotarł również do trzeciej rundy turnieju Northern Ireland Open i German Masters. Najbardziej wartościowym wynikiem, również ze względu na wyższą rangę turnieju, był jego występ na International Championship: po zwycięstwach nad byłym mistrzem świata Lucą Brecelem, Amirem Sarkhoshem i Yuan Sijunem, dotarł po raz pierwszy do 1/8 finału turnieju rankingowego. Chociaż liczne porażki w obu latach uniemożliwiły mu osiągnięcie odpowiedniej pozycji w światowym rankingu, aby przedłużyć swój status zawodowca – osiągnął pozycję 73 – wyniki w drugim roku wystarczyły, aby zapewnić mu dwa kolejne lata w tourze dzięki rocznemu rankingowi.

## Występy w turniejach w karierze
| Ranking                    | [ i ] | 78  | [ ii ] |
| Turnieje rankingowe        |       |     |        |
| Championship League        | RR    | RR  | RR     |
| Saudi Arabia Masters       | NH    | 3R  |        |
| Wuhan Open                 | LQ    | LQ  | LQ     |
| English Open               | LQ    | 2R  |        |
| British Open               | LQ    | LQ  |        |
| Xi'an Grand Prix           | NH    | LQ  |        |
| Northern Ireland Open      | 1R    | 1R  |        |
| International Championship | LQ    | 3R  |        |
| UK Championship            | LQ    | LQ  |        |
| Shoot Out                  | 2R    | 1R  |        |
| Scottish Open              | LQ    | LQ  |        |
| German Masters             | LQ    | 1R  |        |
| World Grand Prix           | DNQ   | DNQ |        |
| Players Championship       | DNQ   | DNQ |        |
| Welsh Open                 | LQ    | LQ  |        |
| World Open                 | LQ    | LQ  |        |
| Tour Championship          | DNQ   | DNQ |        |
| World Championship         | LQ    | LQ  |        |
| Dawne turnieje rankingowe  |       |     |        |
| European Masters           | 1R    | NH  | NH     |

1. ↑  Nowi gracze w Tourze nie mają rankingu.
2. ↑  Gracze, którzy zakwalifikowali się z jednorocznego rankingu zaczynają sezon bez punktów rankingowych.

| Legenda tabeli wyników              | Legenda tabeli wyników       | Legenda tabeli wyników                     | Legenda tabeli wyników                                                              | Legenda tabeli wyników                     | Legenda tabeli wyników                     |
| ----------------------------------- | ---------------------------- | ------------------------------------------ | ----------------------------------------------------------------------------------- | ------------------------------------------ | ------------------------------------------ |
| LQ                                  | odpadnięcie w kwalifikacjach | #R                                         | odpadnięcie we wczesnej fazie turnieju (WR = runda dzikich kart, RR = faza grupowa) | QF                                         | przegrana w ćwierćfinale                   |
| SF                                  | przegrana w półfinale        | F                                          | przegrana w finale                                                                  | W                                          | zwycięstwo                                 |
| DNQ                                 | nie zakwalifikował/a się     | A                                          | nie brał/a udziału                                                                  | WD                                         | zrezygnował/a w trakcie turnieju           |
| Legenda oznaczeń w tabelach wyników |                              |                                            |                                                                                     |                                            |                                            |
| NH / Nie roz.                       | NH / Nie roz.                | Turniej nie odbył się.                     | Turniej nie odbył się.                                                              | Turniej nie odbył się.                     | Turniej nie odbył się.                     |
| NR / Nie-rank.                      | NR / Nie-rank.               | Turniej nie był zaliczany jako rankingowy. | Turniej nie był zaliczany jako rankingowy.                                          | Turniej nie był zaliczany jako rankingowy. | Turniej nie był zaliczany jako rankingowy. |
| R / Rank.                           | R / Rank.                    | Turniej był zaliczany jako rankingowy.     | Turniej był zaliczany jako rankingowy.                                              | Turniej był zaliczany jako rankingowy.     | Turniej był zaliczany jako rankingowy.     |
| MR / Minor-Rank.                    | MR / Minor-Rank.             | Turniej był zaliczany jako minor ranking.  | Turniej był zaliczany jako minor ranking.                                           | Turniej był zaliczany jako minor ranking.  | Turniej był zaliczany jako minor ranking.  |